# Galina Borzenkova
Galina Nikolajevna Borzenkova (ryska: Галина Николаевна Борзенкова), ogift Tjan (Тян), född 2 februari 1964, är en sovjetisk tidigare handbollsspelare (mittsexa).
Hon tog OS-brons i damernas turnering i samband med de olympiska handbollstävlingarna 1992 i Barcelona.